# Lautertal (Vogelsberg)
Lautertal est une municipalité allemande située dans le land de la Hesse et l'arrondissement de Vogelsberg.

## Source
- (de) Cet article est partiellement ou en totalité issu de l’article de Wikipédia en allemand intitulé « Lautertal (Vogelsberg) » (voir la liste des auteurs).